# 파트리크 큉
파트리크 큉(독일어: Patrick Küng, 1984년 1월 11일~)은 스위스의 알파인 스키 선수이다.